# Férj és férj
A Férj és férj (eredeti cím: I Now Pronounce You Chuck & Larry) 2007-ben bemutatott amerikai filmvígjáték Dennis Dugan rendezésében. A főszerepet Adam Sandler és Kevin James alakítja. A filmet 2007. július 20-án mutatták be az Egyesült Államokban.
Bevételi szempontból sikert aratott; a 85 millió dolláros költségvetéssel szemben 187,1 millió dolláros bevételt hozott, azonban negatív véleményeket kapott a kritikusoktól. A film alaptémáját később Indiában Dostana címmel feldolgozták.

## Cselekmény
Chuck és Larry tűzoltók. Nagyon jó barátok, bármit megtennének egymásért. Chuck igazi nőfaló, a nők kedvence. Larry egyedül neveli két kisgyerekét, mióta felesége meghalt. Egy baleset során Larry megmenti a barátja életét. Chuck ezért megígéri, hogy a jövőben bármit is kér, teljesíti. Erre az alkalomra nem is kell sokat várni, mert Larry valóban nagy bajba kerül, ugyanis felesége halálakor nem intézett el mindent, így hogy ne vonják felelősségre, csak egyet tehet: újra kell házasodnia! Azonban a feleségén kívül más nőre rá sem bír nézni, és az idő is kevés! Csak egy megoldás marad: megkérni legjobb barátját, hogy teljesítse ígéretét, házasodjanak össze. Persze csak papíron, hogy az ügyvédeket becsaphassa. Chuck vonakodik belemenni, de kénytelen. Hamarosan össze is házasodnak Kanadában. Ám a problémák ezzel nem oldódtak meg. Egy hivatalnok csalást sejt, ezért elkezd kémkedni utánuk. Hogy a lebukást elkerüljék, kénytelenek valóban összeköltözni. Már nem tudják a "kapcsolatukat" titokban tartani. Ügyvédet is fogadnak a biztonság kedvéért. Ám Chuck beleszeret az ügyvédnőbe. De nem ismerheti be, hogy nem meleg, mert akkor lebuktatná saját magát is és a barátját is. A színészkedés egyre több és több bajt okoz. Elfordulnak tőlük a tűzoltó kollégák. Az iskolában kiközösítik őket a szülők. Közben azonban új barátokra is szert tesznek, és rájönnek, hogy melegnek lenni nem bűn és a melegek is ugyanolyan emberek, mint ők.

## Szereplők
| Karakter                   | Színész             | Magyar hang     |
| -------------------------- | ------------------- | --------------- |
| Chuck Levine               | Adam Sandler        | Csőre Gábor     |
| Larry Valentine            | Kevin James         | Gesztesi Károly |
| Alex McDonough             | Jessica Biel        | Solecki Janka   |
| Phineas J. Tucker kapitány | Dan Aykroyd         | Csuja Imre      |
| Fred G. Duncan             | Ving Rhames         | Vass Gábor      |
| Clinton Fitzer             | Steve Buscemi       | Epres Attila    |
| Renaldo Pinera             | Nicholas Turturro   |                 |
| Steve                      | Allen Covert        | Czvetkó Sándor  |
| Sara Powers                | Rachel Dratch       |                 |
| Banks elnök                | Richard Chamberlain | Szokolay Ottó   |
| Kevin McDonough            | Nick Swardson       | Gáspár András   |
| Őrült hajléktalan férfi    | Blake Clark         |                 |
| Teresa                     | Mary Pat Gleason    | Illyés Mari     |
| Glen Aldrich               | Matt Winston        |                 |
| Bandavezér                 | Lance Bass          |                 |
| Nőiruha eladó              | Dave Matthews       |                 |
| New York-i zsaru           | Dan Patrick         |                 |
| Jim, a tiltakozó           | Rob Corddry         |                 |
| Ron, a postás              | Robert Smigel       |                 |
| Mr. Auerbach               | Richard Kline       | Szélyes Imre    |
| Karl Eisendorf             | Gary Valentine      |                 |
| David Nootzie              | Jonathan Loughran   |                 |
| Tony Paroni                | Peter Dante         |                 |
| J.D.                       | J.D. Donaruma       |                 |
| Higgy                      | Michael Buscemi     |                 |
| Eric Valentine             | Cole Morgen         |                 |
| Tori Valentine             | Shelby Adamowsky    |                 |
| Bernie                     | Brad Grunberg       |                 |
| Bűnügyi hang               | John Farley         |                 |
| Darla                      | Becky O'Donohue     | Kéri Kitty      |
| Donna                      | Jessica O'Donohue   | Németh Borbála  |
| Dr. Honey                  | Chandra West        |                 |
| Tanár                      | Jackie Sandler      |                 |
| Ázsiai pap                 | Rob Schneider       | Józsa Imre      |
| Transzfesztita             | David Spade         |                 |

## Érdekességek
- Egy rövid szerep kedvéért még Rob Schneider is szerepel a filmben, akárcsak az összes többi eddigi Adam Sandler filmben.
- A filmet jelölték a 2007-es Arany Málna díjjal a Legrosszabb film, Legrosszabb férfi főszereplő, Legrosszabb férfi mellékszereplő, Legrosszabb filmes páros, Legrosszabb női mellékszereplő, Legrosszabb rendező és Legrosszabb forgatókönyv kategóriákban. Díjat végül nem kapott.